# Zselatinos szárazlemez

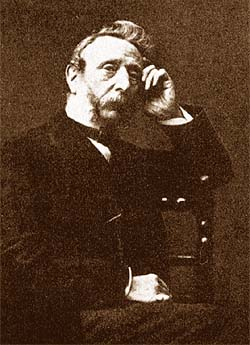
Richard Leach Maddox arcképe

A zselatinos szárazlemez eljárás egy fotográfiai eljárás, amely Richard Leach Maddox  nevéhez fűződik. Maddox 1871-es találmánya a nedves kollódiumos eljárást váltotta fel.

## Az eljárás lényege
Finomított enyvet (zselatint) kálium-bromiddal, és ezüst-nitráttal keverve brómezüst zselatinos emulzió jön létre. Ez üveglapra öntve megszárad és fényérzékenysége folytán alkalmassá válik kép rögzítésre. Nagy előnye volt a nedves kollódiumos eljárással szemben,  hogy  nem kellett azonnal felhasználni, később is érzékeny maradt a felület.
Az eljárást Charles Bennet tökéletesítette: szárítással a zselatint érlelte (hőkezelte), így az  jóval fényérzékenyebbé vált.

## Forrás
- fotomult.c3.hu